# Német labdarúgó-játékvezetők listája
Az alábbi lista a nevezetes német labdarúgó-játékvezetők nevét tartalmazza.
| Ábécé szerinti tartalomjegyzék                      |
| --------------------------------------------------- |
| A B C D E F G H I J K L M N O P Q R S T U V W X Y Z |

## A
- Wolf-Dieter Ahlenfelder (1944–2014) nemzetközi játékvezető
- Hermann Albrecht (1961–) nemzetközi játékvezető
- Heinz Aldinger (1933–2024) nemzetközi játékvezető
- Manfred Amerell (1947–2012) nemzeti játékvezető
- Karl-Josef Assenmacher (1947–) nemzetközi játékvezető
- Jürgen Aust (1960–) nemzetközi játékvezető
- Deniz Aytekin (1978–) nemzetközi játékvezető

## B
- Günther Baumgärtel (1929–2007) nemzetközi játékvezető
- Peco Bauwens (1886–1963) nemzetközi játékvezető
- Christine Baitinger (1974–) nemzetközi játékvezető
- Alfons Berg (1955–) nemzeti játékvezető
- Werner Bergmann (1912–1963) nemzetközi játékvezető (NDK)
- Alfred Birlem (1888–1956) nemzetközi játékvezető
- Ferdinand Biwersi (1934–2013) nemzetközi játékvezető
- Edgar Blüher (1881–1918) nemzetközi játékvezető
- Max Brandt (1872–?) nemzetközi játékvezető
- Felix Brych (1975–) nemzetközi játékvezető

## C
- Erich Chemnitz (1891–1981) nemzetközi játékvezető

## D
- Bastian Dankert (1980–) nemzetközi játékvezető
- Georg Dardenne (1959–) nemzetközi játékvezető
- Albert Dusch (1912–2002) nemzetközi játékvezető

## E
- Heinz Einbeck (1931–2008) nemzetközi játékvezető
- Adolf Ermer (1939–2010) nemzetközi játékvezető
- Walter Eschweiler (1935–) nemzetközi játékvezető

## F
- Herbert Fandel (1964–) nemzetközi játékvezető
- Helmut Fink (1895–?) nemzetközi játékvezető
- Helmut Fleischer (1964–) nemzetközi játékvezető
- Werner Föckler (1945–) nemzetközi játékvezető
- Rudolf Frickel (1932–2020) nemzetközi játékvezető
- Helmut Fritz (1923–1977) nemzetközi játékvezető
- Lutz Michael Fröhlich (1957–) nemzetközi játékvezető

## G
- Peter Gagelmann (1968–) nemzeti játékvezető
- Rudolf Glöckner (1929–1999) nemzetközi játékvezető (NDK)
- Manuel Gräfe (1973–) nemzetközi játékvezető
- Elke Günthner (1964–) nemzetközi játékvezető

## H
- Günther Habermann (1950–) nemzetközi játékvezető
- Widukind Herrmann (1936–2011) nemzetközi játékvezető (NDK)
- Paul Heyne (1872–?) nemzetközi játékvezető
- Bernd Heynemann (1954–) nemzetközi játékvezető, politikus
- Josef Hontheim (1938–2019) nemzeti játékvezető
- Walter Horstmann (1935–2015) nemzetközi játékvezető
- Robert Hoyzer (1979–) nemzeti játékvezető

## K
- Josef Kandlbinder (1923–2011) nemzetközi játékvezető
- Otto Kehm (1886–?) nemzetközi játékvezető
- Thorsten Kinhöfer (1968–) nemzetközi játékvezető
- Knut Kircher (1969–) nemzetközi játékvezető
- Siegfried Kirschen (1943–2024) nemzetközi játékvezető
- Carl Koppehel (1890–1975) nemzetközi játékvezető
- Helmut Köhler (1917–?) nemzetközi játékvezető (NDK)
- Fritz Köpcke (1914–1990) nemzetközi játékvezető (NDK)
- Rudolf Kreitlein (1919–2012) nemzetközi játékvezető
- Hellmut Krug (1956–) nemzetközi játékvezető
- Anja Kunick (1975–) nemzetközi játékvezető
- Gerhard Kunze (1922–2006) nemzetközi játékvezető (NDK)

## L
- Günter Linn (1935–2020) nemzetközi játékvezető

## M
- Johannes Malka (1922–2017) nemzetközi játékvezető
- Günter Männig (1928–2008) nemzetközi játékvezető
- Markus Merk (1962–) nemzetközi játékvezető
- Florian Meyer (1968–) nemzetközi játékvezető
- Friedrich Müller (1902–?) nemzetközi játékvezető

## N
- Paul Neumann (1869–?) nemzetközi játékvezető
- Manfred Neuner (1945–2001) nemzetközi játékvezető

## O
- Klaus Ohmsen (1935–2012) nemzetközi játékvezető
- Alfred Ott (1934–2020) nemzetközi játékvezető

## P
- Kurt von Paquet (1882–1939) nemzetközi játékvezető
- Dieter Pauly (1942–2024) nemzetközi játékvezető
- Klaus Peschel (1941–2019) nemzetközi játékvezető
- Wilhelm Peters (1901–1941) nemzetközi játékvezető
- Rudolf Pohl (1881–?) nemzetközi játékvezető
- Adolf Prokop (1939–) nemzetközi játékvezető (NDK)

## R
- Babak Rafati (1970–) nemzetközi játékvezető
- Jan Redelfs (1935–1995) nemzetközi játékvezető
- Gertrud Regus (1962–) nemzetközi játékvezető
- Alois Reinhardt (1902–1990) nemzetközi játékvezető
- Wolfgang Riedel (1929–2007) nemzetközi játékvezető (NDK)
- Karl Riegg (1929–1995) nemzetközi játékvezető
- Heinrich Riso (1882–1952) nemzetközi játékvezető
- Angelo Rossi (1887–?) nemzetközi játékvezető
- Manfred Roßner (1941–2008) nemzetközi játékvezető
- Volker Roth (1942–2025) nemzetközi játékvezető

## S
- Klaus Scheurell (1941–2016) nemzetközi játékvezető (NDK)
- Emil Schmetzer (1908–1988) nemzetközi játékvezető
- Aron Schmidhuber (1947–) nemzetközi játékvezető
- Gerhard Schulenburg (1926–2013) nemzetközi játékvezető
- Daniel Siebert (1984–) nemzetközi játékvezető
- Heinz Siebert (1925–2017) nemzetközi játékvezető
- Fritz Spranger (?–?) nemzetközi játékvezető
- Wolfgang Stark (1969–) nemzetközi játékvezető
- Edgar Steinborn (1957–) nemzetközi játékvezető
- Bibiana Steinhaus (1979–) nemzetközi játékvezető
- Tobias Stieler (1981–) nemzetközi játékvezető
- Hartmut Strampe (1956–) nemzetközi játékvezető
- Eugen Strigel (1949–) nemzeti játékvezető

## T
- Werner Treichel (1921–1978) nemzetközi játékvezető
- Karl-Heinz Tritschler (1949–) nemzetközi játékvezető
- Kurt Tschenscher (1928–2014) nemzetközi játékvezető

## V
- Erwin Vetter (1919–2007) nemzetközi játékvezető

## W
- Franz-Xaver Wack (1965–) nemzetközi játékvezető
- Karl Wald (1916–2011) nemzeti játékvezető
- Hans-Jürgen Weber (1955–) nemzetközi játékvezető
- Michael Weiner (1969–) nemzetközi játékvezető
- Carl Weingärtner (1890–1971) nemzetközi játékvezető
- Joachim Weyland (1929–2001) nemzetközi játékvezető
- Wolf-Günter Wiesel (1947–) nemzetközi játékvezető
- Karl Winkler (1883–1939) nemzetközi játékvezető

## Z
- Egon Zacher (?–?) nemzeti játékvezető
- Wieland Ziller (1952–) nemzetközi játékvezető
- Felix Zwayer (1981–) nemzetközi játékvezető